# Kazimierz Chorzewski

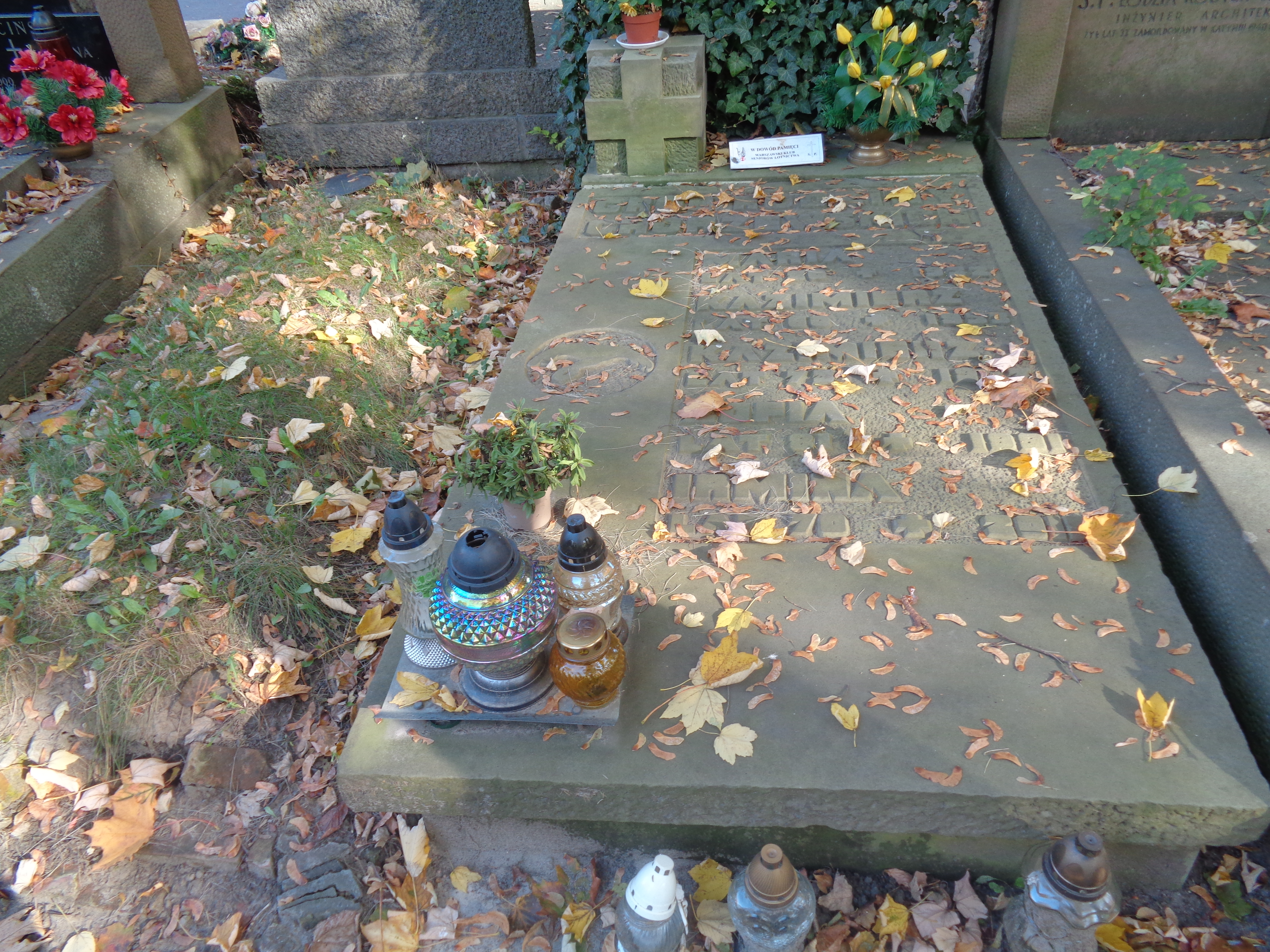
Grób Kazimierza Chorzewskiego na cmentarzu Powązkowskim

Kazimierz Chorzewski (ur. 25 kwietnia?/8 maja 1903 w Kijowie, zm. 1 kwietnia 1977) – pilot sportowy, pilot doświadczalny, pionier lotnictwa sportowego, pracownik PLL LOT i Zarządu Ruchu Lotniczego i Lotnisk Komunikacyjnych. Absolwent Szkoły Podchorążych Rezerwy Lotnictwa.

## Życiorys
Urodził się w Kijowie, od 1919 r. w Polsce (we Lwowie). Studiował na Wydziale Mechanicznym Politechniki Warszawskiej i Politechnice Lwowskiej. Studiów jednak nie ukończył, pochłonięty lataniem sportowym i doświadczalnym. 
Przeszkolenie odbył w 1928 roku na samolocie Hanriot H.28 (instruktor Michał Pakuła). Był współzałożycielem Aeroklubu Lwowskiego.
W 1929, podczas służby wojskowej przechodzi przeszkolenie na samolocie Morane-Saulnier MS.30.
W latach 1933–1935 etatowy pilot doświadczalny w DWL-RWD. 
Oblatał:
- RWD-8 z silnikiem PZInż Junior;
- RWD-9 (wszystkie odmiany);
- RWD-10 (wszystkie odmiany);
- RWD-13.

W latach 1929–1935 aktywny pilot sportowy, uczestnik i zwycięzca wielu zawodów lotniczych.
Z końcem listopada zakończył karierę pilota ze względów zdrowotnych. Rozpoczął pracę w PLL LOT, gdzie zajmował się sprawami kierowania ruchem lotniczym i sprawami bezpieczeństwa lotniczego.
Podczas wojny żołnierz AK pod pseudonimem „Żubr”. Więzień obozów Auschwitz, Mauthausen i Gusen.
Po wojnie w PLL LOT w dziale nawigacji jako szef ruchu lotniczego. 
Negatywnie zweryfikowany – w latach 1949–1959 pracował poza lotnictwem. Został w 1956 roku członkiem Lotniczej Komisji Historycznej APRL. 
Do pracy w lotnictwie powrócił w 1959 roku i pracował do przejścia na emeryturę. 
Przez wiele lat był przewodniczącym WKSL w Warszawie.
Napisał książkę wspomnieniową „Z dawnych lotów” Wydawnictwo MON (dwa wydania 1975, 1979). 
Pochowany w Warszawie, na cmentarzu Powązkowskim (kwatera 144-4-28).